# Cycnoches manoelae
Cycnoches manoelae är en orkidéart som beskrevs av P.Castro och Marcos Antonio Campacci. Cycnoches manoelae ingår i släktet Cycnoches, och familjen orkidéer. Inga underarter finns listade i Catalogue of Life.